# Grupo cuaterniónico
|   | 1 | i  | j  | k  |
| - | - | -- | -- | -- |
| 1 | 1 | i  | j  | k  |
| i | i | −1 | k  | −j |
| j | j | −k | −1 | i  |
| k | k | j  | −i | −1 |

En teoría de grupos, el grupo cuaterniónico (o también grupo de los cuaterniones) 8X (a veces simplemente denotado por Q) es un grupo no abeliano  de orden ocho, isomorfo al subconjunto de ocho elementos
{\displaystyle \{1,i,j,k,-1,-i,-j,-k\}} de los cuaterniones bajo la multiplicación. Está dado por la presentación de grupo
{\displaystyle \mathrm {Q} _{8}=\langle {\bar {e}},i,j,k\mid {\bar {e}}^{2}=e,\;i^{2}=j^{2}=k^{2}=ijk={\bar {e}}\rangle ,}
donde e es el elemento identidad y e conmuta con los demás elementos del grupo. Estas relaciones, descubiertas por William Rowan Hamilton, también generan los cuaterniones como un álgebra sobre los números reales.
Otra presentación de Q8 es
{\displaystyle \mathrm {Q} _{8}=\langle a,b\mid a^{4}=e,a^{2}=b^{2},ba=a^{-1}b\rangle .}
Como muchos otros grupos finitos, puede realizarse como el grupo de Galois de un determinado cuerpo de números algebraicos.

## Comparación con el grupo diédrico

Diagrama cíclico de _{8}X. Cada color especifica una serie de potencias de cualquier elemento conectado al elemento identidad e=1. Por ejemplo, el ciclo en rojo refleja el hecho de que i^{2}= e̅, i^{3}= i̅ e i^{4}= e. El ciclo rojo también refleja que i̅^{2}= e̅, i̅^{3}= i y i̅^{4}= e

El grupo cuaterniónico 8X tiene el mismo orden que el grupo diédrico D4, pero una estructura diferente, como lo muestran sus grafos cíclico y de Cayley:
|                 | Q8                                              | D4 |
| --------------- | ----------------------------------------------- | -- |
| Grafo de Cayley | Flechas rojas conectan g→gi, y las verdes g→gj. |    |
| Grafo cíclico   |                                                 |    |

En los diagramas de D4, los elementos del grupo están marcados con su acción sobre una letra F en su representación definitoria respecto a 'R2. No se puede hacer lo mismo con 8X, ya que no tiene una representación fiel en R2 o R3. D4 puede realizarse como un subconjunto de los cuaterniones divididos de la misma manera que 8X puede verse como un subconjunto de los cuaterniones.

## Tabla de Cayley
| × | e | e | i | i | j | j | k | k |
| - | - | - | - | - | - | - | - | - |
| e | e | e | i | i | j | j | k | k |
| e | e | e | i | i | j | j | k | k |
| i | i | i | e | e | k | k | j | j |
| i | i | i | e | e | k | k | j | j |
| j | j | j | k | k | e | e | i | i |
| j | j | j | k | k | e | e | i | i |
| k | k | k | j | j | i | i | e | e |
| k | k | k | j | j | i | i | e | e |

La tabla de Cayley (tabla de multiplicar) para 8X viene dada por:

## Propiedades
Los elementos i, j y k tienen todos orden cuatro en 8X y dos de ellos generan el grupo completo. Otra presentación de 8X basada en solo dos elementos para saltarse esta redundancia es:
{\displaystyle \left\langle x,y\mid x^{4}=1,x^{2}=y^{2},y^{-1}xy=x^{-1}\right\rangle .}
Por ejemplo, al escribir los elementos del grupo en formas normales mínimas lexicográficamente, se puede identificar: 

{\displaystyle \{e,{\bar {e}},i,{\bar {i}},j,{\bar {j}},k,{\bar {k}}\}\leftrightarrow \{e,x^{2},x,x^{3},y,x^{2}y,xy,x^{3}y\}.}

El grupo cuaterniónico tiene la propiedad inusual de ser hamiltoniano: 8X no es abeliano, pero cada subgrupo es normal. Cada grupo hamiltoniano contiene una copia de 8X.
El grupo cuaterniónico 8X y el grupo diédrico D4 son los dos ejemplos más pequeños de un grupo no abeliano nilpotente.
El centro y el subgrupo conmutador de 8X es el subgrupo {\displaystyle \{e,{\bar {e}}\}}. El automorfismo interno de 8X viene dado por el módulo del grupo en su centro, es decir, el grupo cociente {\displaystyle \mathrm {Q} _{8}/\{e,{\bar {e}}\},} que es isomorfo al grupo de Klein V. El grupo de automorfismo completo de 8X es isomorfo a S4, el grupo simétrico de cuatro letras (consúltese Representaciones matriciales a continuación) , y el grupo de automorfismo externo de 8X es, por tanto, S4/V, que es isomorfo a S3.
El grupo cuaterniónico 8X tiene cinco clases de conjugación, {\displaystyle \{e\},\{{\bar {e}}\},\{i,{\bar {i}}\},\{j,{\bar {j}}\},\{k,{\bar {k}}\},} y, por tanto, cinco representaciones irreductibles sobre los números complejos, con dimensiones 1, 1, 1, 1, 2:
Representación trivial.
Representaciones de signos con i, j, k-núcleo: 8X tiene tres subgrupos normales máximos: los subgrupos cíclicos generados por i, j y k respectivamente. Para cada subgrupo normal máximo N, se obtiene una representación unidimensional factorizando a través del grupo cociente G/N de 2 elementos. La representación envía elementos de N a 1 y elementos fuera de N a −1.
Representación bidimensional: se describe a continuación en Representaciones matriciales. No es realizable sobre los números reales, dado que se trata de una representación compleja: de hecho, son solo los cuaterniones {\displaystyle \mathbb {H} } considerados como un álgebra sobre {\displaystyle \mathbb {C} }, y la acción es la de multiplicar por la izquierda por {\displaystyle Q_{8}\subset \mathbb {H} }.
La tabla de caracteres de 8X resulta ser la misma que la de D4:
| Representación(ρ)/Clase de conjugación | {e } | {e } | {i, i } | {j, j } | {k, k } |
| -------------------------------------- | ---- | ---- | ------- | ------- | ------- |
| Representación trivial                 | 1    | 1    | 1       | 1       | 1       |
| Representación de signos con i-núcleo  | 1    | 1    | 1       | −1      | −1      |
| Representación de signos con j-núcleo  | 1    | 1    | −1      | 1       | −1      |
| Representación de signos con k-núcleo  | 1    | 1    | −1      | −1      | 1       |
| Representación 2-dimensional           | 2    | −2   | 0       | 0       | 0       |

Sin embargo, todos los caracteres irreducibles {\displaystyle \chi _{\rho }} en las filas anteriores tienen valores reales, esto da la descomposición del álgebra de grupo real de {\displaystyle G=\mathrm {Q} _{8}} en ideales mínimos de dos lados:
{\displaystyle \mathbb {R} [\mathrm {Q} _{8}]=\bigoplus _{\rho }(e_{\rho }),}
donde los idempotentes {\displaystyle e_{\rho }\in \mathbb {R} [\mathrm {Q} _{8}]} corresponden a los irreducibles:
{\displaystyle e_{\rho }={\frac {\dim(\rho )}{|G|}}\sum _{g\in G}\chi _{\rho }(g^{-1})g,}
de modo que
{\displaystyle {\begin{aligned}e_{\text{triv}}&={\tfrac {1}{8}}(e+{\bar {e}}+i+{\bar {i}}+j+{\bar {j}}+k+{\bar {k}})\\e_{i{\text{-ker}}}&={\tfrac {1}{8}}(e+{\bar {e}}+i+{\bar {i}}-j-{\bar {j}}-k-{\bar {k}})\\e_{j{\text{-ker}}}&={\tfrac {1}{8}}(e+{\bar {e}}-i-{\bar {i}}+j+{\bar {j}}-k-{\bar {k}})\\e_{k{\text{-ker}}}&={\tfrac {1}{8}}(e+{\bar {e}}-i-{\bar {i}}-j-{\bar {j}}+k+{\bar {k}})\\e_{2}&={\tfrac {2}{8}}(2e-2{\bar {e}})={\tfrac {1}{2}}(e-{\bar {e}})\end{aligned}}}
Cada uno de estos ideales irreducibles es isomorfo a un álgebra simple central real, los primeros cuatro al cuerpo real {\displaystyle \mathbb {R} }. El último ideal {\displaystyle (e_{2})} es isomorfo al anillo de división de los cuaterniones {\displaystyle \mathbb {H} } por la correspondencia:
{\displaystyle {\begin{aligned}{\tfrac {1}{2}}(e-{\bar {e}})&\longleftrightarrow 1,\\{\tfrac {1}{2}}(i-{\bar {i}})&\longleftrightarrow i,\\{\tfrac {1}{2}}(j-{\bar {j}})&\longleftrightarrow j,\\{\tfrac {1}{2}}(k-{\bar {k}})&\longleftrightarrow k.\end{aligned}}}
Además, el homomorfismo de proyección {\displaystyle \mathbb {R} [\mathrm {Q} _{8}]\to (e_{2})\cong \mathbb {H} } dado por {\displaystyle r\mapsto re_{2}} tiene un núcleo ideal generado por el idempotente:
{\displaystyle e_{2}^{\perp }=e_{1}+e_{i{\text{-ker}}}+e_{j{\text{-ker}}}+e_{k{\text{-ker}}}={\tfrac {1}{2}}(e+{\bar {e}}),}
por lo que los cuaterniones también se pueden obtener como el anillo cociente {\displaystyle \mathbb {R} [\mathrm {Q} _{8}]/(e+{\bar {e}})\cong \mathbb {H} }. Téngase en cuenta que esto es irreducible como una representación real de {\displaystyle Q_{8}}, pero se divide en dos copias del irreducible bidimensional cuando se extiende a los números complejos. De hecho, el álgebra de grupos complejos es {\displaystyle \mathbb {C} [\mathrm {Q} _{8}]\cong \mathbb {C} ^{\oplus 4}\oplus M_{2}(\mathbb {C} ),}, donde {\displaystyle M_{2}(\mathbb {C} )\cong \mathbb {H} \otimes _{\mathbb {R} }\mathbb {C} \cong \mathbb {H} \oplus \mathbb {H} } es el álgebra bicuaterniónica.

## Representaciones matriciales

Tabla de multiplicar del grupo cuaterniónico como subgrupo del SL(2,C). Las entradas están representadas por sectores correspondientes a sus argumentos: 1 (verde), i (azul), −1 (rojo), −i (amarillo)

La representación del complejo irreducible bidimensional descrito anteriormente da el grupo cuaterniónico 8X como un subgrupo del grupo lineal general {\displaystyle \operatorname {GL} (2,\mathbb {C} )}. El grupo cuaterniónico es un subgrupo multiplicativo del álgebra de cuaterniones:
{\displaystyle \mathbb {H} =\mathbb {R} 1+\mathbb {R} i+\mathbb {R} j+\mathbb {R} k=\mathbb {C} 1+\mathbb {C} j,}
que tiene una representación regular {\displaystyle \rho :\mathbb {H} \to \operatorname {M} (2,\mathbb {C} )} por multiplicación por la izquierda sobre sí mismo considerado como un espacio vectorial complejo con base {\displaystyle \{1,j\},} de modo que {\displaystyle z\in \mathbb {H} } corresponde a la aplicación lineal {\displaystyle \mathbb {C} } {\displaystyle \rho _{z}:a+jb\mapsto z\cdot (a+jb).} La representación resultante
{\displaystyle {\begin{cases}\rho :\mathrm {Q} _{8}\to \operatorname {GL} (2,\mathbb {C} )\\g\longmapsto \rho _{g}\end{cases}}}
que viene dada por:
{\displaystyle {\begin{matrix}e\mapsto {\begin{pmatrix}1&0\\0&1\end{pmatrix}}&i\mapsto {\begin{pmatrix}i&0\\0&\!\!\!\!-i\end{pmatrix}}&j\mapsto {\begin{pmatrix}0&\!\!\!\!-1\\1&0\end{pmatrix}}&k\mapsto {\begin{pmatrix}0&\!\!\!\!-i\\\!\!\!-i&0\end{pmatrix}}\\{\overline {e}}\mapsto {\begin{pmatrix}\!\!\!-1&0\\0&\!\!\!\!-1\end{pmatrix}}&{\overline {i}}\mapsto {\begin{pmatrix}\!\!\!-i&0\\0&i\end{pmatrix}}&{\overline {j}}\mapsto {\begin{pmatrix}0&1\\\!\!\!-1&0\end{pmatrix}}&{\overline {k}}\mapsto {\begin{pmatrix}0&i\\i&0\end{pmatrix}}.\end{matrix}}}
Dado que todas las matrices anteriores tienen determinante unitario, esta es una representación de 8X en el grupo lineal especial {\displaystyle \operatorname {SL} (2,\mathbb {C} )}.
Una variante da una representación por matrices unitarias (tabla de la derecha). Sea {\displaystyle g\in \mathrm {Q} _{8}} la aplicación lineal {\displaystyle \rho _{g}:a+bj\mapsto (a+bj)\cdot jg^{-1}j^{-1},} de modo que {\displaystyle \rho :\mathrm {Q} _{8}\to \operatorname {SU} (2)} esté dado por:
{\displaystyle {\begin{matrix}e\mapsto {\begin{pmatrix}1&0\\0&1\end{pmatrix}}&i\mapsto {\begin{pmatrix}i&0\\0&\!\!\!\!-i\end{pmatrix}}&j\mapsto {\begin{pmatrix}0&1\\\!\!\!-1&0\end{pmatrix}}&k\mapsto {\begin{pmatrix}0&i\\i&0\end{pmatrix}}\\{\overline {e}}\mapsto {\begin{pmatrix}\!\!\!-1&0\\0&\!\!\!\!-1\end{pmatrix}}&{\overline {i}}\mapsto {\begin{pmatrix}\!\!\!-i&0\\0&i\end{pmatrix}}&{\overline {j}}\mapsto {\begin{pmatrix}0&\!\!\!\!-1\\1&0\end{pmatrix}}&{\overline {k}}\mapsto {\begin{pmatrix}0&\!\!\!\!-i\\\!\!\!-i&0\end{pmatrix}}.\end{matrix}}}
Vale la pena señalar que los físicos utilizan exclusivamente una convención diferente para que la representación matricial {\displaystyle \operatorname {SU} (2)} sea coherente con las matrices de Pauli habituales:
{\displaystyle {\begin{matrix}&e\mapsto {\begin{pmatrix}1&0\\0&1\end{pmatrix}}=\quad \,1_{2\times 2}&i\mapsto {\begin{pmatrix}0&\!\!\!-i\!\\\!\!-i\!\!&0\end{pmatrix}}=-i\sigma _{x}&j\mapsto {\begin{pmatrix}0&\!\!\!-1\!\\1&0\end{pmatrix}}=-i\sigma _{y}&k\mapsto {\begin{pmatrix}\!\!-i\!\!&0\\0&i\end{pmatrix}}=-i\sigma _{z}\\&{\overline {e}}\mapsto {\begin{pmatrix}\!\!-1\!&0\\0&\!\!\!-1\!\end{pmatrix}}=-1_{2\times 2}&{\overline {i}}\mapsto {\begin{pmatrix}0&i\\i&0\end{pmatrix}}=\,\,\,\,i\sigma _{x}&{\overline {j}}\mapsto {\begin{pmatrix}0&1\\\!\!-1\!\!&0\end{pmatrix}}=\,\,\,\,i\sigma _{y}&{\overline {k}}\mapsto {\begin{pmatrix}i&0\\0&\!\!\!-i\!\end{pmatrix}}=\,\,\,\,i\sigma _{z}.\end{matrix}}}
Esta elección particular es conveniente y elegante cuando se describen estados de espín -1/2 en la base {\displaystyle ({\vec {J}}^{2},J_{z})} y se considera operadores en escalera del momento angular {\displaystyle J_{\pm }=J_{x}\pm iJ_{y}.}

Tabla de multiplicar del grupo cuaterniónico como subgrupo de SL(2,3). Los elementos del cuerpo se denotan por 0, +, −

También hay una importante acción de 8X en el espacio vectorial bidimensional sobre elcuerpo finito {\displaystyle \mathbb {F} _{3}=\{0,1,-1\}} (tabla de la derecha). Una representación modular {\displaystyle \rho :\mathrm {Q} _{8}\to \operatorname {SL} (2,3)} viene dada por
{\displaystyle {\begin{matrix}e\mapsto {\begin{pmatrix}1&0\\0&1\end{pmatrix}}&i\mapsto {\begin{pmatrix}1&1\\1&\!\!\!\!-1\end{pmatrix}}&j\mapsto {\begin{pmatrix}\!\!\!-1&1\\1&1\end{pmatrix}}&k\mapsto {\begin{pmatrix}0&\!\!\!\!-1\\1&0\end{pmatrix}}\\{\overline {e}}\mapsto {\begin{pmatrix}\!\!\!-1&0\\0&\!\!\!\!-1\end{pmatrix}}&{\overline {i}}\mapsto {\begin{pmatrix}\!\!\!-1&\!\!\!\!-1\\\!\!\!-1&1\end{pmatrix}}&{\overline {j}}\mapsto {\begin{pmatrix}1&\!\!\!\!-1\\\!\!\!-1&\!\!\!\!-1\end{pmatrix}}&{\overline {k}}\mapsto {\begin{pmatrix}0&1\\\!\!\!-1&0\end{pmatrix}}.\end{matrix}}}
Esta representación se puede obtener de la extensión del cuerpo:
{\displaystyle \mathbb {F} _{9}=\mathbb {F} _{3}[k]=\mathbb {F} _{3}1+\mathbb {F} _{3}k,}
donde {\displaystyle k^{2}=-1} y el grupo multiplicativo {\displaystyle \mathbb {F} _{9}^{\times }} tiene cuatro generadores, {\displaystyle \pm (k\pm 1),} de orden 8. Para cada {\displaystyle z\in \mathbb {F} _{9},}, el espacio vectorial {\displaystyle \mathbb {F} _{3}} bidimensional {\displaystyle \mathbb {F} _{9}} admite una aplicación lineal:
{\displaystyle {\begin{cases}\mu _{z}:\mathbb {F} _{9}\to \mathbb {F} _{9}\\\mu _{z}(a+bk)=z\cdot (a+bk)\end{cases}}}
Además se tiene el automorfismo de Frobenius {\displaystyle \phi (a+bk)=(a+bk)^{3}} que satisface {\displaystyle \phi ^{2}=\mu _{1}} y {\displaystyle \phi \mu _{z}=\mu _{\phi (z)}\phi .}. Entonces, las matrices de representación anteriores son:
{\displaystyle {\begin{aligned}\rho ({\bar {e}})&=\mu _{-1},\\\rho (i)&=\mu _{k+1}\phi ,\\\rho (j)&=\mu _{k-1}\phi ,\\\rho (k)&=\mu _{k}.\end{aligned}}}
Esta representación realiza 8X como un subgrupo normal de GL(2, 3). Así, para cada matriz {\displaystyle m\in \operatorname {GL} (2,3)}, se tiene un automorfismo de grupo
{\displaystyle {\begin{cases}\psi _{m}:\mathrm {Q} _{8}\to \mathrm {Q} _{8}\\\psi _{m}(g)=mgm^{-1}\end{cases}}}
con {\displaystyle \psi _{I}=\psi _{-I}=\mathrm {id} _{\mathrm {Q} _{8}}.} De hecho, generan el grupo de automorfismo completo como:
{\displaystyle \operatorname {Aut} (\mathrm {Q} _{8})\cong \operatorname {PGL} (2,3)=\operatorname {GL} (2,3)/\{\pm I\}\cong S_{4}.}
que es isomorfo al grupo simétrico S4, ya que las asignaciones lineales {\displaystyle m:\mathbb {F} _{3}^{2}\to \mathbb {F} _{3}^{2}} permutan los cuatro subespacios unidimensionales de {\displaystyle \mathbb {F} _{3}^{2},}, es decir, los cuatro puntos del espacio proyectivo {\displaystyle \mathbb {P} ^{1}(\mathbb {F} _{3})=\operatorname {PG} (1,3).}
Además, esta representación permuta los ocho vectores distintos de cero de {\displaystyle \mathbb {F} _{3}^{2},} dando una inclusión de 8X en el grupo simétrico S8, además de las inclusiones dadas por las representaciones regulares.

## Grupo de Galois
Richard Dedekind consideró el cuerpo {\displaystyle \mathbb {Q} [{\sqrt {2}},{\sqrt {3}}]} al intentar relacionar el grupo cuaterniónico con la teoría de Galois. En 1936 Ernst Witt publicó su aproximación al grupo cuaterniónico a través de la teoría de Galois.
En 1981, Richard Dean demostró que el grupo cuaterniónico se puede realizar como el grupo de Galois Gal(T/Q') donde Q es el cuerpo de los números racionales y T es el cuerpo de descomposición del polinomio
{\displaystyle x^{8}-72x^{6}+180x^{4}-144x^{2}+36}.
El desarrollo utiliza el teorema fundamental de la teoría de Galois para especificar cuatro cuerpos intermedios entre Q y T y sus grupos de Galois, así como dos teoremas sobre la extensión cíclica de grado cuatro sobre un cuerpo.

## Grupo cuaterniónico generalizado
Un grupo cuaterniónico generalizado 4nX de orden 4n está definido por la presentación
{\displaystyle \langle x,y\mid x^{2n}=y^{4}=1,x^{n}=y^{2},y^{-1}xy=x^{-1}\rangle }
para un número entero n ≥ 2, con el grupo cuaterniónico habitual dado por n = 2. Coxeter llama a 4nX grupo dicíclico {\displaystyle \langle 2,2,n\rangle }, un caso especial de los grupos de puntos en tres dimensiones {\displaystyle \langle \ell ,m,n\rangle } y relacionado con el grupo poliédrico {\displaystyle (p,q,r)} y el grupo diédrico {\displaystyle (2,2,n)}. El grupo cuaterniónico generalizado se puede realizar como el subgrupo de {\displaystyle \operatorname {GL} _{2}(\mathbb {C} )} generado por
{\displaystyle \left({\begin{array}{cc}\omega _{n}&0\\0&{\overline {\omega }}_{n}\end{array}}\right){\mbox{y }}\left({\begin{array}{cc}0&-1\\1&0\end{array}}\right)}
donde {\displaystyle \omega _{n}=e^{i\pi /n}}. También se puede realizar como el subgrupo cuaterniónico unitario generado por {\displaystyle x=e^{i\pi /n}} y {\displaystyle y=j}.
Los grupos cuaterniónicos generalizados tienen la propiedad de que cada subgrupo abeliano es cíclico. Se puede demostrar que un p-grupo finito con esta propiedad (cada subgrupo abeliano es cíclico) es cíclico o un grupo cuaterniónico generalizado como se definió anteriormente. Otra caracterización es que un p-grupo finito en el que hay un subgrupo único de orden p es cíclico o un grupo cuaterniónico isomorfo a uno generalizado de 2 grupos. En particular, para un cuerpo finito F con característica impar, el subgrupo 2-Sylow de SL2(F) no es abeliano y tiene solo un subgrupo de orden 2, por lo que este subgrupo 2-Sylow debe ser un grupo cuaterniónico generalizado, (Gorenstein, 1980, p. 42). Suponiendo que pr sea el tamaño de F, donde p es primo, el tamaño del subgrupo 2-Sylow de SL2(F) es 2n, donde n= ord2(p2 − 1) + ord2(r).
El teorema de Brauer-Suzuki muestra que los grupos cuyos subgrupos 2-Sylow son cuaterniones generalizados no pueden ser simples.
Otra terminología reserva el nombre de "grupo cuaterniónico generalizado" para un grupo dicíclico de orden una potencia de 2, que admite la presentación
{\displaystyle \langle x,y\mid x^{2^{m}}=y^{4}=1,x^{2^{m-1}}=y^{2},y^{-1}xy=x^{-1}\rangle .}